# Aurore (Rebsorte)
Aurore ist eine Weißweinsorte. Sie erbringt Weine mit einem mäßigen Fox-Ton und wird deshalb nur für einfache Weißweine verwendet. Aufgrund des Säuregehalts findet sie auch Eingang in Schaumweine.
Die weiße Rebsorte ist eine Neuzüchtung zwischen den Sorten Seibel 788 und Seibel 29. Die Kreuzung erfolgte durch den französischen Züchter Albert Seibel. Die Sorte Seibel 788 ist eine Kreuzung aus Sicilien x Clairette dorée Ganzin; Seibel 29 eine Kreuzung aus der von Hermann Jaeger gezüchteten Hybridrebe Jaeger 70 x Vitis vinifera. Durch den Einfluss der Elternteile besitzt die Rebsorte Aurore daher die Gene der Wildreben Vitis vinifera, Vitis rupestris und Vitis aestivalis. Aufgrund der leichtrötlichen Färbung der Beeren benannte man die Sorte nach Aurora, der Göttin der Morgenröte. Aurore besitzt zwittrige Blüten und ist somit selbstfruchtend. Beim Weinbau wird der ökonomische Nachteil vermieden, keinen Ertrag liefernde, männliche Pflanzen anbauen zu müssen.
Vor 1958 wurde sie auf knapp 288 Hektar in Frankreich in einer Region zwischen Elsass und dem Département Vendée angebaut. Dabei waren einige Anpflanzungen sogar im 19. Arrondissement der französischen Hauptstadt zu finden. Heute ist sie in Kanada (ca. 220 ha) und an der kalten nordamerikanischen Ostküste (700 ha) zum Beispiel im US-Bundesstaat New York (Finger Lake) zu finden.
Die früh reifende und ertragreiche Sorte verfügt über eine gute Resistenz gegen die Rebkrankheiten Echter Mehltau und Falscher Mehltau.
Aurore ist auch unter den Namen Aurora, Feri Szölö, Financ Szölö, Redei und Seibel 5279 (die Zuchtstammnummer) bekannt.